# Pierre Gustave Toutant-Beauregard
Pierre Gustave Toutant-Beauregard (28. května 1818, St. Bernard Parish – 20. února 1893, New Orleans) byl konfederační generál, který zahájil americkou občanskou válku útokem na Fort Sumter. Dnes se obvykle zkracuje P. G. T. Beauregard, jako dospělý však jen zřídka používal své první křestní jméno a korespondenci podepisoval G. T. Beauregard.
Beauregard vystudoval ženijní a stavební techniku na americké vojenské akademii ve West Pointu. Úspěšně pak sloužil jako ženijní důstojník v mexicko-americké válce. Krátce byl v roce 1861 superintendantem Americké vojenské akademie ve West Pointu a poté, co Louisiana vystoupila z federace, vystoupil z Armády Spojených států a stal se prvním brigádním generálem armády Konfederace. Na začátku občanské války velel obraně Charlestonu v Jižní Karolíně a v této funkci napadl 12. dubna 1861 Fort Sumter. O tři měsíce později vyhrál první bitvu u Bull Run poblíž Manassasu ve Virginii.
Beauregard velel armádám na západním bojišti, mimo jiné v bitvě u Shiloh v Tennessee a během obležení Korintu na severu státu Mississippi. Vrátil se do Charlestonu a v roce 1863 jej bránil před opakovanými námořními a pozemními útoky sil Unie. Proslavil se jako obránce průmyslového města Petersburg ve Virginii před jednotkami Unie v červnu 1864, což ulehčilo obranu konfederačního hlavního města Richmond, jež padlo až v dubnu 1865.
Beauregardův vliv na strategii Konfederace mohl být větší, nebýt jeho špatných profesionálních vztahů s prezidentem Jeffersonem Davisem a dalšími vlivnými generály a úředníky. V dubnu 1865 Beauregard a jeho velitel, generál Joseph E. Johnston, přesvědčili Davise a zbývající členy kabinetu, že válka musí skončit. Johnston se pak vzdal s většinou zbývajících armád Konfederace, včetně Beauregarda a jeho jednotek, generálmajorovi Williamovi Tecumsehovi Shermanovi. .
Po ukončení vojenské kariéry se Beauregard vrátil do Louisiany, kde prosazoval občanská a volební práva a černochů, sloužil jako ředitel železniční společnosti a zbohatl jako prodejce Louisianské loterie.